# Daria Deflorian
Daria Deflorian (Tesero, 24 novembre 1959) è un'attrice teatrale italiana.
Tra i nomi di spicco della scena contemporanea degli anni zero, ha realizzato diversi lavori teatrali e collaborato per alcuni anni con la compagnia degli Artefatti di Fabrizio Arcuri prima di intraprendere una collaborazione stabile con il performer Antonio Tagliarini nel 2008, a partire dallo spettacolo Rewind, omaggio a Cafè Müller di Pina Bausch. Dopo l'uscita del film documentario di Greta de Lazzaris e Jacopo Quadri Siamo qui solo per provare (2022), che racconta le prove di uno spettacolo ispirato a Ginger e Fred di Fellini, il duo annuncia nel 2023 l'intenzione di prendersi una pausa dal loro sodalizio artistico.
Ha collaborato con registi come Marco Baliani, Lucia Calmaro, Mario Martone, Eimuntas Nekrošius.

## Biografia
Dopo il diploma di attrice presso la Scuola di teatro di Bologna diretta da Alessandra Galante Garrone e la laurea al DAMS in Discipline dello spettacolo, si perfeziona con Dominic De Fazio, Laura Curino e Danio Manfredini.
Lavora con registi quali Marco Baliani, Pippo Delbono e Mario Martone.
Nel 2002 collabora con Radio 3, prendendo parte alla realizzazione del programma Mattino Tre.
Dal 2005 al 2008 prende parte a tutte le produzioni di Accademia degli Artefatti: Attentati alla vita di lei (2005), I misantropi (2006), Insulti al pubblico (2006), Oneday (2007/2008).
Nel 2007 lavora come attrice in Kaos, spettacolo della regista e coreografa Martha Clarke a New York.
Nel 2008 è assistente alla regia per Anna Karenina, diretto da Eimuntas Nekrošius.
Nel 2012 vince il Premio UBU come miglior attrice grazie allo spettacolo L'origine del mondo, scritto e diretto da Lucia Calamaro e allo spettacolo Reality nato dalla sua collaborazione con il performer e coreografo Antonio Tagliarini.
Nel 2013 le viene assegnato il Premio Hystrio come miglior attrice dell'anno.
Nel 2014 vince con Antonio Tagliarini il Premio Ubu per la migliore innovazione drammaturgica con Ce ne andiamo per non darvi altre preoccupazioni.
Nel 2015 i suoi lavori con Antonio Tagliarini e Lucia Calamaro vengono presentati a Parigi al Theatre de la Colline dove ha lavorato anche come attrice con Stéphane Braunschweig. Nel 2016 debutta con lo spettacolo Il cielo non è un fondale firmato con Antonio Tagliarini al Theatre de Vidy di Losanna.
Nel 2018 debuttano due spettacoli liberamente ispirati al film di Michelangelo Antonioni Deserto rosso: Quasi niente e Scavi.

## Teatrografia parziale
- Scavi, testo e interpretazione con Francesco Alberici e Antonio Tagliarini (2018)
- Quasi niente, testo, interpretazione e regia con Antonio Tagliarini (2018)
- Il diario di Anna Frank, lettura, Ad alta voce, Radio3
- Il cielo non è un fondale, testo interpretazione e regia con Antonio Tagliarini (2016)
- Quando non so cosa fare cosa faccio, testo interpretazione e regia con Antonio Tagliarini (2015)
- Les Géants de la montagne, di Luigi Pirandello, regia di Stéphane Braunschweig (2015)
- Alcesti, di Euripide, regia di Massimiliano Civica (2014)
- Ce ne andiamo per non darvi altre preoccupazioni, regia di Daria Deflorian e Antonio Tagliarini (2013)
- Reality, regia di Daria Deflorian e Antonio Tagliarini (2012)
- L'origine del mondo, regia di Lucia Calamaro (2010)
- La repubblica di un solo giorno, regia di Marco Baliani (2010)
- Piazza Italia, di Antonio Tabucchi, regia di Marco Baliani (2010)
- From A to D and back again, progetto a partire da Andy Warhol, regia di Daria Deflorian e Antonio Tagliarini (2009)
- Rewind, omaggio a Cafè Müller di Pina Bausch, regia di Daria Deflorian e Antonio Tagliarini (2008)
- Insulti al pubblico, regia di Fabrizio Arcuri (2006)
- Nerone, di Ettore Petrolini, regia di Fabrizio Arcuri (2006)
- I misantropi, da Martin Crimp e Molière, regia di Fabrizio Arcuri (2006)
- Kaos, da Luigi Pirandello, regia di Martha Clarke (2006)
- Edipo a Colono, di Sofocle, regia di Mario Martone (2004-2006)
- Attempts on her life, di Martin Crimp, regia di Fabrizio Arcuri (2005)
- Litania per Emilio Villa, regia di Marco Palladini (2003)
- Edipo re, di Sofocle, regia di Mario Martone (2000)
- Nel movimento di andare, regia di Benito Leonori (1997)
- La costruzione della luce, regia di Marcello Sambati (1991)
- Il cielo non è un fondale, con Antonio Tagliarini e Rossella Menna, Bologna, Cue Press, 2017. ISBN 9788899737504.
- Diari d'amore, di Natalia Ginzburg, regia di Nanni Moretti (Teatro Stabile di Torino, 2023)
- La vegetariana, adattamento di Daria Deflorian e Francesca Marciano, regia di Daria Deflorian (2024)

## Letture
- Il diario di Anna Frank (2017)
- "Come d'aria" Ada d'Adamo (2023) Premio Strega 2023

## Pubblicazioni
- Tre Film. Cinque drammaturgie dedicate al cinema, di Daria Deflorian e Antonio Tagliarini (Luca Sossella ed., 2022) ISBN 9791259980199
- Quasi niente, di Daria Deflorian e Antonio Tagliarini – prefazione di Rossella Menna (Luca Sossella ed., 2019) ISBN 9788897356967
- Il cielo non è un fondale, di Daria Deflorian e Antonio Tagliarini – prefazione di Rossella Menna (Cue Press, 2017) ISBN 9788899737504.
- Trilogia dell'invisibile, di Daria Deflorian e Antonio Tagliarini – curatela Graziano Graziani (Titivillus, 2014) ISBN  9788872183915

## Premi e riconoscimenti
- Premio Ubu
  - 2011/2012 - Migliore attrice per Reality di Daria Deflorian